# M/S Gabriella
M/S Gabriella je ro-ro brod/putnički brod hrvatske proizvodnje. Izgrađen je u Brodosplitu, u Brodogradilištu specijalnih objekata. IMO broj mu je 8917601. MMSI broj je 230361000. Plovi pod finskom zastavom. Matična mu je luka Mariehamn. Putnički je brod za kružna putovanja. Pozivni znak je OJHP.
Brodovi blizanci su M/S Amorella, M/S Isabella i M/S Crown Seaways, svi izgrađeni u splitskom brodogradilištu. Porinut je pod imenom Frans Suell, pod kojim je plovio do 1. srpnja 1994. godine, nakon kojeg je ponio ime Silja Scandinavia, koje je nosio do 1. travnja 1997. godine. Sljedeće ime je današnje Gabriella.

## Obilježja
Naručen je 28. rujna 1989. godine, a isporuka je bila predviđena za polovicu 1991. godine. Radno je porinut je 23. siječnja 1991. godine, ali zbog velikosrpske agresije izgradnja je dosta kasnila, i nije bila spremna za prva morska testiranja sve do siječnja 1992. godine. Nakon drugih morskih testiranja ožujka 1992. godine Frans Suell otplovio je u Rijeku na dovršavanje gradnje i predaje Eurowayu. Brod je vlasnicima primopredan 4. svibnja 1992. godine i otplovio je u Malmö.
Dana 16. svibnja 1992. godine Frans Suell kršten je u Malmöu, a kuma broda bila je švedska operna pjevačica Birgit Nilsson. Sljedećeg dana otplovila je na prvu plovidbu od Malmöa do Travemündea i Lübecka, a na brodu su bili samo uzvanici.
Sagrađen kao novogradnja br. 372 za švedskog naručitelja Sea-link Shipping AB iz Malmöa. Treći je od četiri broda blizanca. Napravljena je za švedskog naručitelja. Isporuka je kasnila i bila je upitna zbog velikosrpske agresije na Hrvatsku. Isporučen je 1992. godine. Plovila je za Euroway, kao četvrti brod iz ove serije. Izgled je isti uz ponešto izmijenjeni vanjski izgled javnih prostora i kabina te ima dodatnu kabinsku palubu.
Brod može primiti skoro dvije tisuće putnika i četiristo vozila, što je bio vrhunac u ono vrijeme. Opremljen je raskošnim kabinama, konferencijskim dvoranama, prodavaonicama, malim ugostiteljskim objektima (barovi i restorani), dječjim igraonicama i kasinom. Američki časopis Maritime Engineering & Engineering News nagradio ga je 1992. godine naslovom najsjajnijeg broda godine (Most Outstanding Ships of the year). Kad je izgrađena, imala je 4105 dwt. Bruto-tonaže (gross tonage) je 35492 tone, a nosivosti 4105 tona (poslije 2962) dwt. Gaz je 6,50 metara.
Jedina je četiriju brodova blizanaca za prijevoz osoba i prometala za baltičke kompanije Viking Line i Sealink, koju je američki pomorski časopis Maritime Reporter and Engineering News nagradio nazivom brod godine (Ship of the Year) - Amorellu za 1988., Isabellu za 1989. i Frans Suell za 1992. godinu.

## Vanjske poveznice
- Brodosplit Galerija: Frans Suell (u međumrežnoj pismohrani archive.org 15. travnja 2016.)
- (engl.) Gabriella - Ro-Ro/Passenger Ship, MarineTraffic